# Ctenochira romani
Ctenochira romani là một loài tò vò trong họ Ichneumonidae.